# Vilchesia
Vilchesia is een kevergeslacht uit de familie van de boktorren (Cerambycidae). De wetenschappelijke naam van het geslacht werd voor het eerst geldig gepubliceerd in 1980 door Cerda.

## Soorten
Vilchesia is monotypisch en omvat slechts de volgende soort:
- Vilchesia valenciai Cerda, 1980